# Sjeverna Irska
Sjeverna Irska je naziv za teritorij otoka Irske koji politički pripada Ujedinjenom Kraljevstvu.

## Povijest
Nastala iz provincije Ulster (uglavnom protestantska) na sjeveru Irske koja je 1921. godine podijeljena, najveći dio je pripao Sjevernoj Irskoj, ostatak (uglavnom katolici) postao je provincija Republike Irske, 1972. ukidanje samouprave i uspostava izravne vlasti Velike Britanije. Od 1969. stanje slično građanskom ratu između socijalno i politički ugrožene katoličke manjine (IRA) i protestantske većine, djelomice i povijesno uvjetovano (nasilno oduzimanje zemlje pod Cromwellom).
1998. mirovni sporazum uz sudjelovanje irskog pokreta za oslobođenje Sinn Fein, protestantske Ulster Unionist Party, britanske kao i irske vlade, ugrožen djelovanjem fanatika s obje strane.

## Pravni status i Republika Irska
Ustav Republike Irske 1937. 1999. navodi ovaj teritorij kao svoj dio.
| Portal:Europa | Portal:Europa |

### Ostali projekti
|  | Zajednički poslužitelj ima stranicu o temi Sjeverna Irska    |
|  | Zajednički poslužitelj ima još gradiva o temi Sjeverna Irska |
|  | Zajednički poslužitelj sadrži atlas Sjeverne Irske           |